# Altaifluithaas
De altaifluithaas (Ochotona alpina) is een zoogdier uit de familie der fluithazen (Ochotonidae). De wetenschappelijke naam van de soort werd voor het eerst geldig gepubliceerd door Peter Simon Pallas in 1773. De soort wordt gevonden in de Zuid-Siberische gebergtes, de Oblast Amoer in het Russische Verre Oosten, Mongolië, delen van noordelijk China en het uiterste noordoosten van Kazachstan.

## Kenmerken
Altaifluithazen hebben een lichaamslengte tussen de 15,2 en 23,5 cm. De oren hebben een grootte van 15 à 26 cm en zijn daarmee gemiddeld voor fluithazen in het algemeen. Aan de rand van de oren is een witte rand zichtbaar. 's Zomers is de vacht aan de bovenzijde een combinatie van bruin en oker. De onderzijde van het lichaam is okerbruin of okergeel, soms bruin. 's Winters hebben altaifluithazen een grijze of bruingrijze vacht, gemengd met oker op de flanken, poten en hoofd.

## Leefwijze
Altaifluithazen zijn sociale dieren die in grote kolonies leven. Elk fluithaasgezin (man, vrouw en jongen) bezet een territorium van 200 à 400 m². De dieren hebben hun naam te danken aan de manier waarop ze onderling communiceren, namelijk met geluiden die op een fluittoon lijken.

## Voedsel
Het favoriete voedsel van de altaifluithaas is de breedbladige bastaardwederik (Chamerion latifolium), welke 44 tot 75% van de wintervoorraden beslaan. Het overige deel bestaat uit kruidachtige planten en grassen, bij voorkeur grote en sappige soorten, zoals alpenduizendknoop (Polygonum alpinum) en rozewortel (Rhodiola rosea).

## Voortplanting
Vrouwtjes werpen meestal twee nesten per jaar. Per nest worden tussen de één en acht jongen geboren, met een gemiddelde van drie jongen. Jonge vrouwtjes planten zich vanaf hun tweede levensjaar voort. De draagtijd bedraagt circa 30 dagen. Pasgeboren jongen hebben een lengte van 5,8 à 6 centimeter. Altaifluithazen bereiken in het wild een maximale leeftijd van zes jaar, maar ligt gewoonlijk rond de drie jaar.

## Biotoop
Altaifluithazen zijn vastgesteld op hoogten tussen de 400 en 2.500 meter boven zeeniveau. Ze leven vaak in rotsachtige gebieden en puinhellingen waartussen vegetatie aanwezig is. Ze verzamelen grassen en kruiden om hooibalen te creëren. Altaifluithazen vormen een belangrijke schakel in het ecosysteem. Ze vormen een belangrijke prooi voor de zeldzame sabelmarter (Martes zibellina) en de hooibalen vormen 's winters een alternatieve voedselbron voor Siberische wapiti's (Cervus canadensis sibiricus) en rendieren (Rangifer tarandus). De diversiteit en samenstelling van de vegetatie wordt sterk door Altaifluithazen beïnvloedt in gebieden waar ze voorkomen.

## Verspreiding en ondersoorten
Van de altaifluithaas worden vier ondersoorten wetenschappelijk erkend:
- (Ochotona alpina alpina Pallas, 1773) - Komt voor in het Altajgebergte, Westelijke Sajan, Oostelijke Sajan, Mongoolse Altaj en de meest oostelijke delen van de regio Transbaikalië.[6]
- (Ochotona alpina changaica Ognjov, 1940) - Komt voor in het Changaigebergte.[6]
- (Ochotona alpina cinereofusca Schrenck, 1858) - Komt voor in de Oblast Amoer in het Russische Verre Oosten en in de aangrenzende delen van de provincie Heilongjiang in China.[7]
- (Ochotona alpina sushkini Thomas, 1924) - Komt voor in de Tsjoeja-Alpen, in het grensgebied van Rusland en Kazachstan.[8]

## Taxonomie
Voorheen werden de altaifluithaas en noordelijke fluithaas (Ochotona hyperborea) als conspecifiek beschouwd. Vorontsov en Ivanitskaja (1973) toonden een verschil in het aantal chromosomen aan, wat de splitsing in twee soorten ondersteunde. Sokolov en Orlov (1980) beschouwden de twee ook als aparte soorten, omdat het verspreidingsgebied overlapt in het Changaigebergte en Hentigebergte in Mongolië. De ondersoort sushkini werd voorheen onder de Mongoolse fluithaas (Ochotona pallasi) ingedeeld.
Altaifluithaas (O. alpina) · Ochotona argentata · Ochotona cansus · Alaskafluithaas (O. collaris) · Ochotona coreana · Zwartlipfluithaas (O. curzoniae) · Daurische fluithaas (O. dauurica) · Chinese rode fluithaas (O. erythrotis) · Ochotona flatcalvariam · Forrest's fluithaas (O. forresti) · Ochotona hoffmanni · Ochotona huanglongensis · Noordelijke fluithaas (O. hyperborea) · Ili fluithaas (O. iliensis) · Koslov's fluithaas (O. koslowi) · Ladak fluithaas (O. ladacensis) · Grootoorfluithaas (O. macrotis) · Ochotona mantchurica · Ochotona nubrica · Ochotona opaca · Mongoolse fluithaas (O. pallasi) · Noord-Amerikaanse fluithaas (O. princeps) · Dwergfluithaas (O. pusilla) · Ochotona qionglaiensis · Himalayafluithaas (O. roylei) · Perzische fluithaas (O. rufescens) · Rode fluithaas (O. rutila) · Ochotona sacraria · Ochotona sikimaria · Ochotona syrinx · Tibetaanse fluithaas (O. thibetana) · Ochotona thomasi · Ochotona turuchanensis · Ochotona vizier